# Bogovarovo
Bogovarovo (in russo Боговарово?) è un villaggio della Russia europea centro-settentrionale, situato nella oblast' di Kostroma. È il centro amministrativo del rajon Oktjabr'skij.
Si trova 470 km a nord-est della città di Kostroma.